# Kohei Mihara
Kohei Mihara (三原 向平 Mihara Kohei?), född 8 december 1989 i Kagawa prefektur, är en japansk fotbollsspelare.
Mihara började sin karriär 2012 i Shonan Bellmare. 2013 flyttade han till Ehime FC. Han spelade 109 ligamatcher för klubben. Efter Ehime FC spelade han för Vonds Ichihara.